# 陈可 (篮球运动员)
陈可（1979年5月16日—），汉族，北京人，中国男子篮球运动员，曾参加2004年夏季奥运会男子篮球比赛。

## 简历
- 1991年入选八一男篮，1995年入选国家集训队，
- 1996年入选国家青年队，获得亚洲青年锦标赛冠军
- 2001年大学生运动会亚军
- 1998年、1999年、2000年、2003年，全国男篮甲A联赛冠军
- 2004年入选哈里斯和尤纳斯执教的中国国家男篮队，并随队奔赴雅典参加奥运会。

## 外部連結
- sina.com中的陈可介绍
- 陈可在fiba.basketball（英语）
- 陈可在archive.fiba.com（存檔）（英语）
- 陈可在中国男子篮球职业联赛官網
- 陈可在Basketball-Reference.com（國際）（英语）
- 陈可在Eurobasket.com（球員）（英语）
- 陈可在Proballers（英语）
- 陈可在RealGM（球員）（英语）
- 陈可在Olympedia（英语）
- 陈可在Chinese Olympic Committee (archived)（英语）